# Hans Robert Hiegel
Hans Robert Hiegel (Kaiserslautern, 6 gennaio 1954) è un architetto tedesco autore di numerosi progetti tra cui il "Campanile", poi ridesignato Bahntower, di Francoforte sul Meno del 1983.

## Biografia
Hiegel conseguì la laurea in architettura presso l'università di Karlsruhe (Staatliche Hochschule für Gestaltung Karlsruhe (HfG)) ed affinò gli studi di architettura alla Architectural Association School of Architecture di Londra dove visse fino al 1978. Il suo primo lavoro, la House Agne del 1983, era ancora legata al Movimento Moderno ma in seguito sviluppò una propria rilettura dell'architettura neoclassica. Di questo periodo la sua opera più rilevante fu la Haus Bayer.

Gli interni della Matthäuskirche (Chiesa di San Matteo) a Karlsruhe.

Tra le successive opere si annoverano la Kindergarten Oase a Muggensturm e, a Karlsruhe, le Umspannstation Karlsruhe Ost, Lessingstr. 6, Grabstein Hodina, Umbau Fritz, il restauro degli interni della Matthäuskirche (Chiesa di San Matteo) e della Autobahnmeisterei. Suo anche il controverso progetto realizzato nel 1983 per l'irrealizzato "Campanile", poi ridesignato Bahntower, grattacielo che avrebbe dovuto sorgere a Francoforte sul Meno.
Tra il 1989 ed il 1994 ricoprì l'incarico di presidente della sezione di Karlsruhe del Bund Deutscher Baumeister, Architekten und Ingenieure e.V. (BDB) (Associazione dei costruttori, architetti e ingegneri tedeschi)
Oltre l'attività di architetto ricoprì l'incarico di Gastdozent (Visiting scholar) insegnando a Londra, New York, Kassel, alla HfG di Karlsruhe ed alla Bezalel Academy di Gerusalemme.